# Nahverkehr in Trier

Logo des Verkehrsverbundes Region Trier

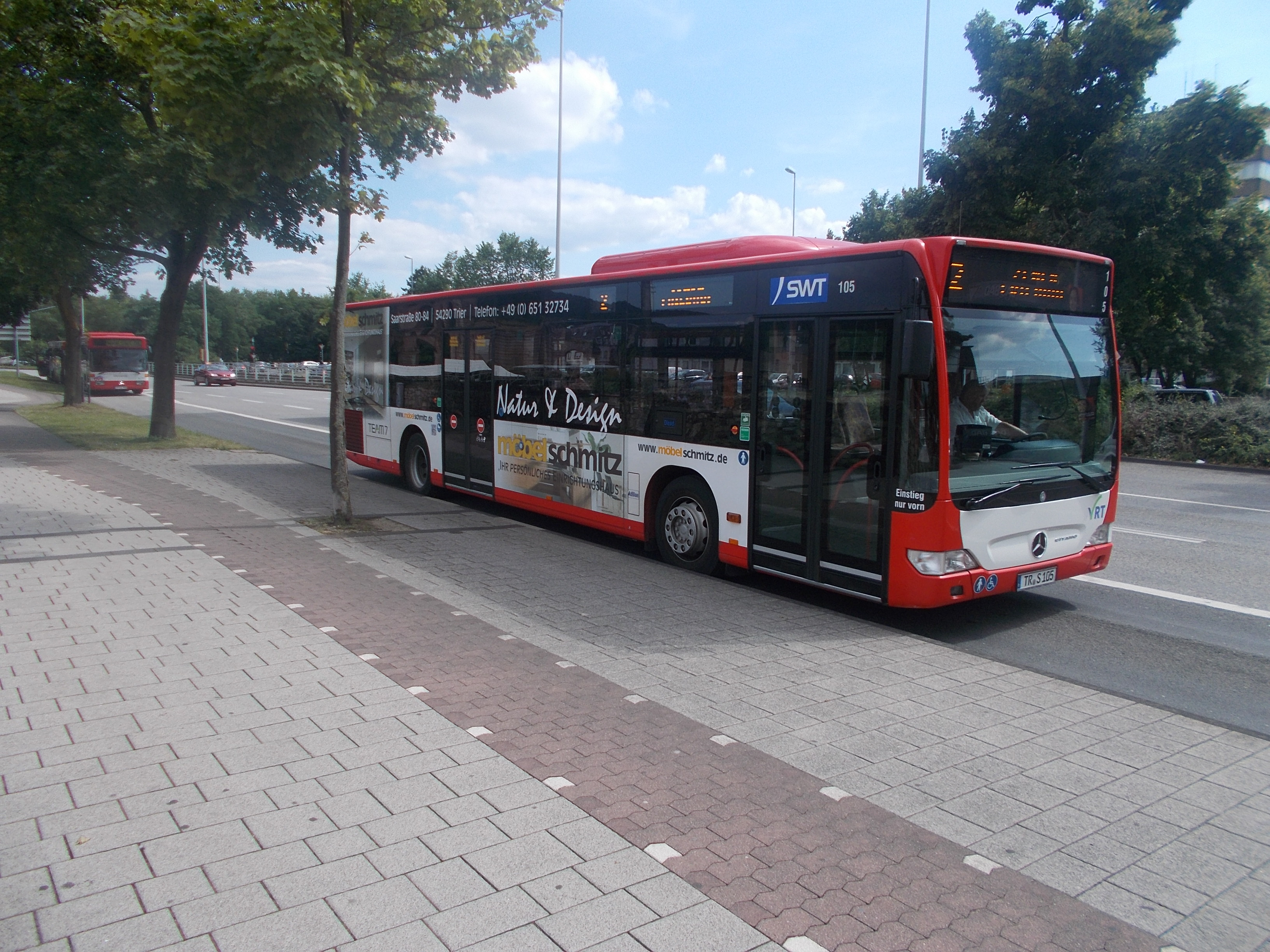
Bus an der Haltestelle „Kaiserthermen“ in Trier

Der öffentliche Nahverkehr in Trier wird mit Omnibussen und im weiteren Sinne mit RB- und RE-Zügen durchgeführt. Zwischen 1890 und 1951 gab es in Trier eine Pferde- bzw. elektrische Straßenbahn. Danach fuhren bis 1970 auch Oberleitungsbusse in der Stadt. Der Trierer Hauptbahnhof ist einer der großen Regionalbahnknoten in Rheinland-Pfalz. Die Stadt Trier ist neben den Landkreisen Bitburg-Prüm, Vulkaneifel, Bernkastel-Wittlich und Trier-Saarburg einer der Gesellschafter des Verkehrsverbundes Region Trier (VRT). Die heute verkehrenden Linien im Trierer Nahverkehr sind unten angeführt.

## Liniennetz
Der zentrale Knotenpunkt des Trierer Omnibusliniennetzes ist die Porta Nigra. Von hier verkehren die Buslinien in alle Stadtteile und sogar in Orte der Region. Im Sternbusverkehr ist es der Hauptbahnhof.

### Normalverkehr Stadt Trier

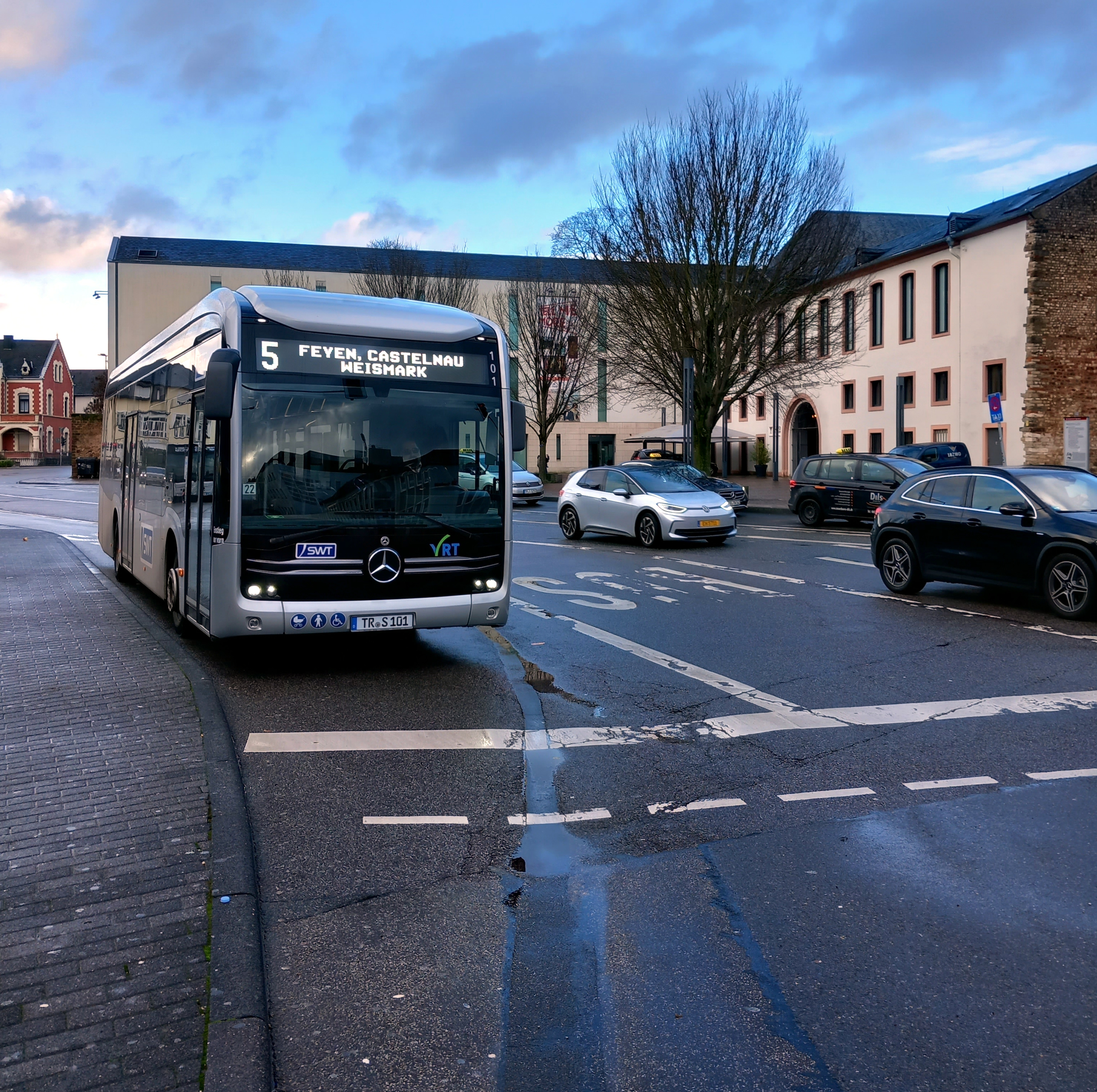
Elektrobus der Linie 5 an der Haltestelle Porta Nigra

Als „Normalverkehr“ wird der Busverkehr an Werktagen zwischen 6:45 und 18:45 Uhr bezeichnet. Alleiniger Betreiber sind die Stadtwerke Trier (SWT). Die Takte betragen je nach Linie 10, 20 oder 30 Minuten; auf einigen Linien werden nur einzelne Fahrten, z. B. im Schülerverkehr, angeboten. Es verkehren folgende Linien:
| Linie | Linienverlauf | Takt              |
| ----- | --- | ----------------- |
| 1     | Euren – Trier West – Karl-Marx-Haus – Porta Nigra – Trier Nord – Nells Park                                                                               | 20 min            |
| 2     | Heiligkreuz – Konstantin-Basilika – Balduinsbrunnen/Hbf. – Porta Nigra – Pallien – Euren – Zewen                                                          | 30 min            |
| 3     | Feyen – St. Medard – Südbahnhof – KarlMarx-Haus – Porta Nigra – Hbf – Kürenz – Im Avelertal – Uni – Tarforst – Filsch                                     | 15 min            |
| 4     | Porta Nigra – Hauptbahnhof – Konstantin Basilika – Kaiserthermen – Petrisberg – Uni Campus 2 – Universität – Filsch – Irsch                               | 30 min            |
| 5     | Castelnau Mattheis – Weismark – Heiligkreuz – Karl-Marx-Haus – Porta Nigra – Maarviertel – Wilhelm-Leuschner-Str.                                         | 20 min            |
| 6     | Porta Nigra – Karl-Marx-Haus – Olewig – Uni-Süd – Trimmelter Hof                                                                                          | 20 min            |
| 7     | Irsch – Kernscheid – Auf der Hill – Kaiserthermen – Konst. Basilika – Hauptbahnhof                                                                        | 30 min            |
| 7/A   | Auf der Hill – Konstantin-Basilika (Anrufsammeltaxi AST)                                                                                                  | 3 Fahrten         |
| 8     | Mariahof – Heiligkreuz – Kaiserthermen – Karl-Marx-Haus – Porta Nigra – Zurlaubener Ufer – Pallien – Biewer – Ehrang – Quint/Issel – Schweich             | 20 min            |
| 9     | Konz, Roscheid – Konz Bahnhof – Konz, Trierer Str. – Trier, Pacelliufer – Karl-Marx-Haus – Treviris – Castelforte / Nells Park – Ruwer                    | 30 min            |
| 10    | Markusberg – Pallien – Tr.-West – Westbf – Südallee/Kaiserstr. – Konst.-Basilika – Hbf                                                                    | 5 Fahrten         |
| 11    | Euren, Friedhof – Trier-West – Westbahnhof – Karl-Marx-Haus – Porta Nigra – St. Paulin – Franz-Georg-Str. – Nells Park                                    | 20 min            |
| 13    | Igel – Zewen – Ind. Zewen – Messepark – Karl-Marx-Haus – Porta Nigra – Hbf – F.- Georg-Str. – Uni. – Weidengraben                                         | 15 min            |
| 14    | Hochschule – Zurlaubener Ufer – Treviris – Karl-Marx-Haus – Konstantin-Basilika – Gartenfeld – Petrisberg – Uni Campus 2 – Uni-Mensa                      | 30 min            |
| 17    | Mäusheckerweg – Auf der Bausch – Wallenbachstr. – Ehrang Heide                                                                                            | 60 min            |
| 17/A  | Wallenbachstr. – Ehrang Heide – Mäusheckerweg – Auf der Bausch                                                                                            | 60 min            |
| 18    | Hauptbahnhof – Porta Nigra – Treviris – Zurlaubener Ufer – Pallien – Biewer – Pfalzel – Trierer Hafen                                                     | 30 min            |
| 30    | Uni Campus 2 – Universität – Filsch – Korlingen – Morscheid – Riveris – Waldrach – Kasel – Mertesdorf – Ruwer – Nells Park – Hauptbahnhof – Kaiserthermen | 30 min            |
| 31    | Hauptbahnhof – Kaiserthermen – Universität Süd – Filsch – Korlingen – Gutweiler – Gusterath – Pluwig – Schöndorf – Holzerath – Bonerath                   | 30 min            |
| 32    | Waldrach Schule – Korlingen – Gutweiler – Schöndorf – Holzerath – Bonerath                                                                                | nur Einzelfahrten |

### Sternbusverkehr Stadt Trier
Der „Sternbusverkehr“ wird in den Zeiten angeboten, in denen der Normalverkehr ruht, also werktags zwischen 5 und 6:30 Uhr sowie von 18:45 Uhr bis Mitternacht (freitags bis 3 Uhr), am Wochenende ganztags, samstags von 7 bis 3 Uhr, sonntags von 8 Uhr bis Mitternacht. Alleiniger Betreiber sind die Stadtwerke Trier. Die Taktfolge der Busse liegt je nach Tageszeit und Linie bei 15, 30 oder 60 Minuten. Folgende Busse fahren im Sternbusverkehr:
| Linie | Linienverlauf | Takt                                               |
| ----- | --- | -------------------------------------------------- |
| 73    | Industriegebiet Zewen – Euren – Messepark P+R – Karl-Marx-Haus – Porta Nigra – Hauptbahnhof – Franz-Georg-Str. – Im Avelertal – Universität – Weidengraben | 30 min                                             |
| 76    | Nikolaus-Koch-Platz – Porta Nigra – St. Paulin – Franz-Georg-Str. – Nells Park                                                                             | 30 min                                             |
| 80    | Hohensteinstr. – Kaiser-Wilhelm-Br. – Porta Nigra – Wilh.-Leuschner-Str.                                                                                   | 30 min                                             |
| 81    | Igel – Zewen – Euren – Karl-Marx-Haus – Porta Nigra – Hauptbahnhof – Konstantin-Basilika – Olewig – Uni Süd – Trimmelter Hof                               | 20 min                                             |
| 82    | Mariahof – Heiligkreuz – Karl Marx Haus – Porta Nigra – Hauptbahnhof                                                                                       | 20 min                                             |
| 83    | Feyen – St. Medard – Südbahnhof – Karl-Marx-Haus – Porta Nigra – Hauptbahnhof – Kürenz – Im Avelertal – Universität – Tarforst – Filsch                    | 30 min                                             |
| 84    | Tarforst – Irsch – Kernscheid – Auf der Hill – Kaiserthermen – Konstantin Basilika – Hauptbahnhof                                                          | 30 min                                             |
| 85    | Feyen, Castelnau-Mattheis – Weismark – Heiligkreuz – Kaiserthermen – Konstantin Basilika – Hauptbahnhof                                                    | 30 min                                             |
| 86    | Morscheid – Riveris – Waldrach – Kasel – Mertesdorf – Eitelsbach – Ruwer – Nells Park – An der Feldport – Porta Nigra – Hauptbahnhof / Trier Galerie       | 30/60 min                                          |
| 87    | Hauptbahnhof – Porta Nigra – Pallien – Biewer – Pfalzel – Ehrang – Quint – Issel – Schweich                                                                | 20/60 min (nach Schweich Sa. 120 min; So. 180 min) |
| 88    | Hauptbahnhof – Gartenfeld – Petrisberg – Universität – Tarforst – Filsch – Korlingen – Gutweiler – Pluwig – Schöndorf – Holzerath – Bonerath               | 20/60 min                                          |
| 89    | Hauptbahnhof – Porta Nigra – Karl-Marx-Haus – Pacelliufer – Karthaus – Konz-Mitte – Roscheid                                                               | 60 min                                             |

### Smart-Shuttle

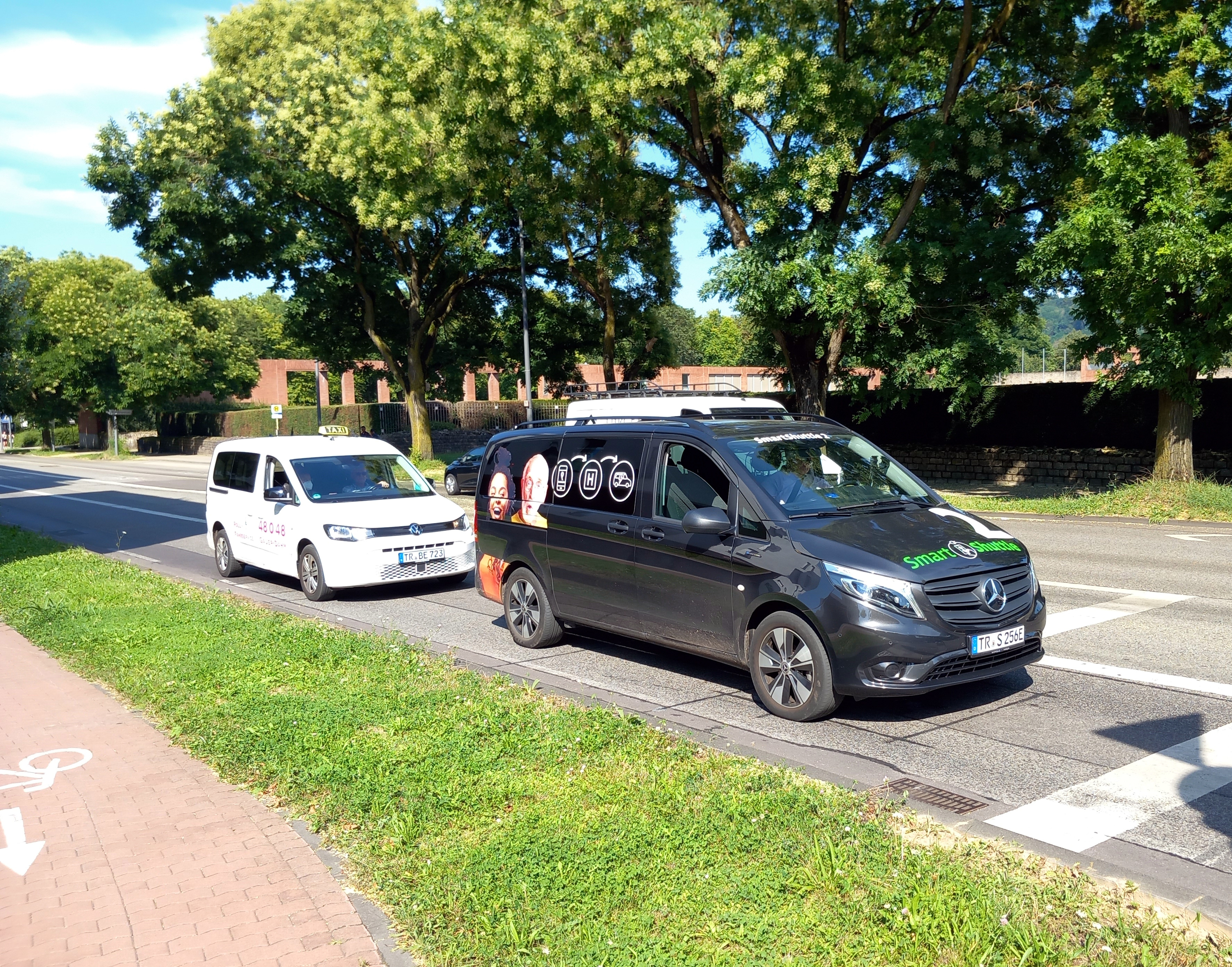
Smart-Shuttle in der Straße Weberbach

Seit Oktober 2022 bieten die SWT mit dem Smart-Shuttle einen On-Demand-Bus an. Er wird täglich von 9 bis 21 Uhr und in den Nächten von Freitag auf Samstag und Samstag auf Sonntag zusätzlich von 2:30 Uhr bis 8:30 Uhr angeboten. Das Smart-Shuttle ist nicht liniengebunden und fährt ohne Fahrplan. Das Einzugsgebiet, das bereits mehrmals erweitert wurde, umfasst tagsüber die Stadtteile Trier-Mitte/Gartenfeld (ohne den innersten Kern der Altstadt),  Trier-West/Pallien (ohne Hochschule Schneidershof), Trier-Nord (ohne Industriegebiet Nord), Alt-Kürenz (ohne Avelertal), Trier-Süd, Euren, Weismark, Olewig, Heiligkreuz und Mariahof. Im Nachtangebot am Wochenende kommen der Altstadtkern, alle Höhenstadtteile (Neu-Kürenz, Petrisberg, Tarforst, Filsch, Irsch, Kernscheid) und Zewen hinzu. Ein- und Ausstiegspunkte im Einzugsgebiet sind die Bushaltestellen des Linienverkehrs sowie weitere, sogenannte virtuelle Haltestellen.
Bezahlt werden kann über das Handy oder durch ein vorab eingezahltes Guthaben. Gebucht wird über eine Handy-App oder bei der Variante mit Guthabeneinzahlung auch telefonisch. Wie im Ridepooling-Prinzip üblich, können Fahrgäste, die einen ähnlichen Weg nehmen wollen, auf dem Weg zusteigen. Als Fahrzeuge werden Elektro-Kleinbusse eingesetzt.

### Regionalbusverkehr
Darüber hinaus verbinden verschiedene Regionalbus-Linien Trier mit den umliegenden Städten und Gemeinden:
| Linie | Linienverlauf | Betreiber             |
| ----- | --- | --------------------- |
| 20    | RegioBus: Trier – Trier-Nord – Ruwer – Kasel – Waldrach – Thomm – Osburg – Farschweiler – (Lorscheid) – (Hermeskeil)                        | Jozi-Reisen GmbH      |
| 22    | RegioBus: Trier – Ruwer – Mertesdorf – Fell – Riol – Longuich – Schweich                                                                    | Moselbahn GmbH        |
| 25    | RegioBus: Trier – Sirzenich – Trierweiler                                                                                                   | Müller-Kylltal        |
| 26    | RegioBus: Trier – Aach – Beßlich – Butzweiler – Newel                                                                                       | Müller-Kylltal        |
| 27    | RegioBus: Ehrang – Quint – Rodt – Zemmer – Schleidweiler – Daufenbach                                                                       | Moselbahn GmbH        |
| 200   | RegioBus: Trier – Hermeskeil | Jozi-Reisen GmbH      |
| 202   | RegioBus: (Trier –) Thomm – Lorscheid | Jozi-Reisen GmbH      |
| 220   | RegioBus: Trier – Ruwer – Kenn – Schweich – Longuich – Longen – Mehring – Pölich – Ensch – Thörnich – Leiwen – Trittenheim – Neumagen-Dhron | Moselbahn GmbH        |
| 221   | RegioBus: Trier – Ruwer – Kenn – Schweich – IRT Föhren – Klüsserath – Thörnich – Köwerich – Leiwen                                          | Moselbahn GmbH        |
| 222   | RadBus Ruwer-Hochwald: Trier – Ruwer – Waldrach – Osburg-Neuhaus – Reinsfeld – Hermeskeil – Kell                                            | Jozi-Reisen GmbH      |
| 230   | RegioBus: Trier – Uni – Filsch – Gusterath – Pluwig – Hinzenburg – Heddert – Schillingen – Kell am See                                      | Jozi-Reisen GmbH      |
| 231   | RegioBus: Trier – Olewig – (Irsch) – Filsch – Hockweiler – Pluwig – Gusterath                                                               | Jozi-Reisen GmbH      |
| 235   | RegioBus: Trier – Pellingen – Zerf – Greimerath                                                                                             | Saargau Linie on Tour |
| 260   | RegioBus: Trier – Aach – Newel – Olk – Ralingen – Godendorf – Edingen – Minden – Irrel                                                      | Müller-Kylltal        |
| 282   | (Trier –) Igel – Langsur – Mesenich – Metzdorf                                                                                              | Müller-Kylltal        |
| 302   | Trier – Mesenich – Flughafen Luxemburg (Findel) – Luxemburg                                                                                 | Emile Weber           |
| 303   | Trier – Wasserbillig Gare – Kirchberg | Emile Weber           |
| 306   | Trier – Wasserbillig – Cloche d’Or – Esch/Belval                                                                                            | Emile Weber           |
| 328   | Trier – Thalfang | ROBERT-Reisen         |
| 333   | RadBus Moseltal: Trier – Schweich – Klüsserath – Leiwen – Neumagen-Dhron – Piesport – Wintrich – Brauneberg – Mülheim – Bernkastel-Kues     | Moselbahn GmbH        |
| 400   | RegioBus: Trier – Sirzenich P+R – Hohensonne – Welschbillig – Helenenberg – Meilbrück – Bitburg                                             | Tempus mobil GmbH     |
| 420   | RegioBus: Trier – Sirzenich P+R – Hohensonne – Welschbillig – Helenenberg – Eisenach – Irrel                                                | Tempus mobil GmbH     |
| 800   | Schnellbus: Trier – Longuich – Thalfang – Erbeskopf – Allenbach – Idar-Oberstein                                                            | Scherer Reisen        |

### Bahnverkehr
Folgende Bahnlinien bedienen Trier:
| Linie | Bezeichnung            | Zuglauf | Takt                                                                         | Betreiber            |
| ----- | ---------------------- | --- | ---------------------------------------------------------------------------- | -------------------- |
| RE 1  | Südwest-Express        | Koblenz – Cochem (Mosel) – Bullay – Wittlich – Trier Hbf – Merzig (Saar) – Saarlouis – Völklingen – Saarbrücken – Homburg (Saar) – Kaiserslautern – Neustadt (Weinstr) – Mannheim (– Heidelberg) | Stundentakt                                                                  | DB Regio Mitte       |
| RE 11 | DeLux-Express          | Koblenz – Cochem (Mosel) – Bullay – Wittlich – Trier Hbf – Wasserbillig – Sandweiler-Contern – Luxemburg                                                                                         | Stundentakt                                                                  | DB Regio Mitte       |
| RE 12 | Eifel-Mosel-Express    | Köln Messe/Deutz – Köln Hbf – Euskirchen – Gerolstein – Bitburg-Erdorf – Trier Hbf | einzelne Züge                                                                | DB Regio NRW         |
| RE 16 | Trier-Lorraine-Express | Trier Hbf – Konz Mitte – Perl – Apach – Sierck-les-Bains – Thionville – Metz | einzelne Züge (nur Sa, So und Feiertags)                                     | DB Regio Mitte, SNCF |
| RB 22 | Eifel-Express          | Köln Messe/Deutz – Köln Hbf – Erftstadt – Euskirchen – Gerolstein – Bitburg-Erdorf – Trier Hbf                                                                                                   | Stundentakt                                                                  | DB Regio NRW         |
| RB 24 | Eifel-Bahn             | Köln – Erftstadt – Euskirchen – Gerolstein – Bitburg-Erdorf – Trier Hbf | einzelne Züge                                                                | DB Regio NRW         |
| RB 71 | Saartal-Bahn           | Schweich –Trier Hbf – Konz – Merzig (Saar) – Saarlouis – Völklingen – Saarbrücken – St. Ingbert – Homburg (Saar) (– Kaiserslautern)                                                              | Stundentakt (einzelne Züge weiter nach Kaiserslautern)                       | DB Regio Mitte       |
| RB 81 | Moseltal-Bahn          | Koblenz – Cochem (Mosel) – Bullay – Wittlich – Trier Hbf | Stundentakt                                                                  | DB Regio Mitte       |
| RB 82 | Elbling-Express        | (Koblenz – Wittlich –) Trier Hbf – Konz Mitte – Wellen (Mosel) – Perl | Stundentakt                                                                  | DB Regio Mitte       |
| RB 83 |                        | Wittlich – Trier West – Wasserbillig – Sandweiler-Contern – Luxemburg | Stundentakt (fährt nur Mo–Sa)                                                | CFL                  |
| RB 84 |                        | (Saarburg (Bz Trier) –) Konz – Trier West – Trier Hafenstraße | Stundentakt (Abschnitt Saarburg (Bz Trier)–Konz nur morgens und nachmittags) | DB Regio Mitte       |
| RB 87 |                        | Trier Hbf – Wasserbillig – Sandweiler-Contern – Luxemburg | 1 Fahrt Pro Richtung, hält auch in Karthaus                                  | CFL                  |

## Geschichte
Die anfangs als Pferdebahn betriebene Straßenbahn Trier wurde 1890 eröffnet. Am 21. Juli 1905 wurde der elektrische Betrieb aufgenommen. Es gab drei Straßenbahnlinien, die die Porta Nigra mit dem Hauptbahnhof und den Stadtteilen Trier-Nord, Pallien, Euren und St. Medard verbanden. Die geplanten Linien nach Feyen und Ehrang sowie in den Vorort Konz wurden nie verwirklicht. Am 14. September 1951 fuhr die letzte Straßenbahn. Die Gleise wurden größtenteils entfernt, teilweise jedoch auch zugeteert.
Zwischen 1940 und 1970 verkehrte der Oberleitungsbus Trier. Er ersetzte zunächst einige Straßenbahnlinien und löste sie 1951 vollständig ab. Die O-Busse verkehrten weitgehend auf den gleichen Strecken wie die Straßenbahn. Die einzige Verlängerung war der Bau einer Linie nach Weismark. Die ersten Omnibusse kamen in Trier Ende der 1960er Jahre zum Einsatz und waren größtenteils umgebaute O-Busse. Die Omnibusse fuhren – wie zuvor die Straßenbahnen und O-Busse – bis 1984 durch die heutige Trierer Fußgängerzone, vorbei am Hauptmarkt und am Kornmarkt. Planungen zum Bau eines Bustunnels unter der Altstadt Ende der 1970er Jahre scheiterten; heute fahren die Busse um diese herum.
Unmittelbar neben dem Trierer Hauptbahnhof befand sich in der Kürenzer Straße der Bahnhof Trier Nord, der einstige Ausgangspunkt der Moselbahn nach Bullay, die 1962 stillgelegt wurde. 1984 wurde der Personenverkehr der Hochwaldbahn im Abschnitt Trier–Pluwig eingestellt. Deren Züge hatten ihren Ausgangspunkt am Trierer Hauptbahnhof und hielten zudem im 1969 eingemeindeten Ruwer. Der Ort hatte ferner einen weiteren Bahnhof als Station der Moselbahn. Beide Bahnstrecken sind inzwischen abgebaut. Auf der Weststrecke wurde der Personenverkehr 1983 eingestellt und 2025 wieder aufgenommen.

## Gegenwart und Zukunft
Seit den 1990er Jahren gibt es Überlegungen, eine separate ÖPNV-Trasse von der Innenstadt auf den Petrisberg zur Universität zu bauen (Petrisbergaufstieg). Hierzu wurden bereits mehrere Machbarkeitsstudien erstellt. Die technische Schwierigkeit liegt in der starken Steigung einer solchen Trasse. Ebenso wird immer wieder – erstmals wohl schon 1972 – der Bau einer Seilbahn in diesem Bereich diskutiert. Seit 2012 wurden die Projekte seitens der Stadt vorerst nicht mehr weiterverfolgt. 2019 kam die Diskussion um eine Seilbahn wegen technischer Weiterentwicklungen (upBus) wieder auf. Zwei Jahre später wurden in einer Studie die beiden Varianten Bus und Seilbahn verglichen. Die Verfasser sprechen sich für eine Lösung mit Bussen aus. Im November 2022 beschloss der Stadtrat, eine erneute Machbarkeitsstudie zur ÖPNV-Trasse in Auftrag zu geben, worin die Seilbahn-Variante nicht berücksichtigt werden wird.
Die Verdichtung der Fahrplanfrequenz der Bahnstrecke nach Thionville im grenzüberschreitenden Verkehr ab Perl wird durch den Zweckverband Schienenpersonennahverkehr Rheinland-Pfalz Nord geplant.